# Dullatur
Dullatur (Dubh Leitir in lingua gaelica scozzese) è una località della Scozia, situata nell'area di consiglio del Lanarkshire Settentrionale.